# Арокодаре, Толу
Толуваласе Эммануэль Арокадаре (англ. Toluwalase "Tolu" Emmanuel Arokodare; род. 23 ноября 2000, Лагос, Лагос) — нигерийский футболист, нападающий клуба «Генк» и сборной Нигерии.

## Клубная карьера
Арокодаре — воспитанник нигерийских футбольных академий. В 2019 году Толу подписал контракт с латышским клубом «Валмиера». 30 июня в матче против «Даугавпилса» он дебютировал в чемпионате Латвии. 21 июля в поединке против «Вентспилса» Толу забил свой первый гол за «Валмиера». В 2020 году он забил 15 мячей и стал вторым бомбардиром турнира. Летом того же года Арокодаре на правах аренды перешёл в немецкий «Кёльн». 26 сентября в матче против «Арминии» он дебютировал в Бундеслиге. 
Летом 2021 года Арокодаре был арендован французским «Амьеном». 31 июля в матче против «Аяччо» он дебютировал в Лиге 2. В этом же поединке Толу забил свой первый гол за Амьен.
В начале 2023 года Арокодаре перешёл в бельгийский «Генк», подписав контракт на 4,5 года. Сумма трансфера составила 5 млн. евро. 5 февраля в матче против «Гента» он дебютировал в Жюпиле лиге. В этом же поединке Толу забил свой первый гол за «Генк».